# 27e cérémonie des Nika
La 27e cérémonie des Nika, organisée par l'Académie russe des sciences et des arts cinématographiques, s'est déroulée le 1er avril 2014 et a récompensé les films russes sortis en 2013.
Le film Le Géographe a bu son globe d'Alexandre Veledinski remporte cinq prix dont ceux du meilleur film, du meilleur réalisateur, du meilleur acteur et de la meilleure actrice.

## Palmarès

### Nika du meilleur film
- Le Géographe a bu son globe d'Alexandre Veledinski
  - Embrassez-vous ! de Jora Kryjovnikov
  - Une longue vie heureuse de Boris Khlebnikov
  - Subwave de Anton Meguerditchev
  - Stalingrad de Fiodor Bondartchouk

### Nika du meilleur film de CEI, de Géorgie et des États baltes
- Haïtarma d'Akhtem Seitablaïev •  Ukraine
- Excursionniste d'Audrius Yuzenas •  Lituanie
  - Capitalisme sur la rue transversale d'Ivars Seleckis •  Lettonie
  - La passion de Temir Birnazarov •  Kirghizistan
  - The Old Man d'Ermek Tursunov •  Kazakhstan

### Nika du meilleur documentaire
- Pipeline de Vitali Manski
  - Sang d'Alina Rudnitskaya
  - Qui est ce Kusturica? de Natalia Gougoueva

### Nika du meilleur film d'animation
- Ku! Kin-dza-dza de Gueorgui Danielia et Tatiana Ilyina
  - Ma mère est un avion de Youlia Aronova
  - Ressentiment  d'Anna Boudanova

### Nika du meilleur réalisateur
- Alexandre Veledinski pour Le Géographe a bu son globe
  - Fiodor Bondartchouk pour Stalingrad
  - Youri Bykov pour Le Major
  - Boris Khlebnikov pour Une longue vie heureuse

### Nika du meilleur acteur
- Constantin Khabenski pour son rôle dans Le Géographe a bu son globe
  - Maxime Soukhanov pour son rôle dans Le Rôle
  - Evgueni Tkatchouk pour son rôle dans Chemin d'hiver

### Nika de la meilleure actrice
- Elena Liadova pour son rôle dans Le Géographe a bu son globe
  - Youlia Aoug pour son rôle dans Lieux intimes
  - Victoria Issakova pour son rôle dans Miroirs

### Nika du meilleur acteur dans un second rôle
- Youri Bykov pour son rôle dans Le Major
  - Thomas Kretschmann pour son rôle dans Stalingrad
  - Aleksandr Robak pour son rôle dans Le Géographe a bu son globe

### Nika de la meilleure actrice dans un second rôle
- Natalia Fateeva pour son rôle dans Feuilles volantes dans le vent
  - Ksenia Rappoport pour son rôle dans Raspoutine
  - Olesia Soudzilovskaya pour son rôle dans Lieux intimes

### Nika du meilleur scénario
- Rôle – Konstantin Lopouchanski et Pavel Finne
  - Le Géographe a bu son globe – Alexandre Veledinski
  - Une longue vie heureuse – Alexander Rodionov et Boris Khlebnikov

### Nika de la meilleure musique
- Le Géographe a bu son globe – Alexeï Zoubarev
  - Miroirs – Alexeï Aïgui
  - Rôle - Andreï Sigle

### Nika de la meilleure photographie
- Subwave – Sergueï Astakhov et Sergueï Choultz
  - Les Femmes célestes de la prairie mari - Sandor Berkechi
  - Stalingrad – Maxime Osadtchy

### Nika du meilleur son
- Stalingrad – Rostislav Alimov
  - Rôle – Natalia Avanesova
  - Subwave - Rostislav Alimov

### Nika des meilleurs décors
- Stalingrad – Sergueï Ivanov
  - Les Femmes célestes de la prairie mari – Zorikto Dorjiev et Artiom Khabibouline
  - Rôle - Elena Joukova

### Nika des meilleurs costumes
- Stalingrad – Tatiana Patrakhaltseva
  - Les Femmes célestes de la prairie mari – Olga Gousak
  - Judas - Natalia Dzioubenko

### Nika de la révélation de l'année
- Jora Krykovnikov– réalisateur de Amèrement
  - Natalia Merkoulova et Alexeï Tchoupov – réalisateurs de Lieux intimes
  - Anfisa Tchernoukh – actrice de Le Géographe a bu son globe

## Statistiques

### Récompenses/nominations multiples
5/8 : Le Géographe a bu son globe
3/7 : Stalingrad
1/5 : Rôle
1/2 : Subwave